# Нижній Комарник
Нижній Комарник (словац. Nižný Komárnik) — село в Словаччині, Свидницькому окрузі Пряшівського краю. Розташоване в північно-східній частині Словаччини неподалік від кордону з Польщею.
Уперше згадується у 1618 році.

## Пам'ятки
У селі є греко-католицька дерев’яна церква Покрови Пресвятої Богородиці (тзв. бойківського типу) з 1938 року, збудована недалеко старшої дерев’яної церкви пошкодженої під час І світової війни за проектом українського архітектора Володимира Січинського, з 1973 року національна культурна пам'ятка.

## Населення
| Рік:            | 1993 | 2003    | 2013     | 2023 |
| --------------- | ---- | ------- | -------- | ---- |
| Кількість осіб: | 171  | 157     | 175      | 182  |
| Різниця:        |      | -8,18 % | +11,46 % | +4 % |

| Рік:            | 2022 | 2023    |
| --------------- | ---- | ------- |
| Кількість осіб: | 183  | 182     |
| Різниця:        |      | -0,54 % |

В селі проживає 149 осіб.
Національний склад населення (за даними останнього перепису населення — 2001 року):
- словаки — 87,27%
- русини — 9,70%
- цигани — 3,03%

Склад населення за приналежністю до релігії станом на 2001 рік:
- греко-католики — 89,70%,
- православні  —  4,85%,
- римо-католики — 3,64%,
- не вважають себе віруючими або не належать до жодної вищезгаданої церкви — 1,22 %